# Ceratostema peruvianum
Ceratostema peruvianum är en ljungväxtart som beskrevs av Johann Friedrich Gmelin. Ceratostema peruvianum ingår i släktet Ceratostema och familjen ljungväxter. Inga underarter finns listade i Catalogue of Life.